# 天馬唯仁
友和（ともかず、1977年8月18日 - ）は、日本の俳優、モデル。兵庫県出身。身長176cm。所属事務所はBIG MOUNTAIN。

## 来歴
- 元々は3歳上の兄と共に関西で大衆演劇の俳優をしていたが、1991年にオーディション無しの特待生としてジャニーズ事務所に入所。 同年11月25日に1人で上京し、東京都大田区の親戚の家に住みながら、ジャニーズのレッスンに通い始めた。
- ジャニーズ退所後はしばらく芸能界から離れていたが、2004年に小沢仁志の事務所MOVIE GANG PRODUCTION（MGP）に入社し仁志のマネージャー業、運営管理を務めるかたわら、「結貴友和」（ゆうき ともかず）名義で俳優となり、Vシネマの極道作品を中心に活動。 やがて大衆演劇俳優としての活動も再開。
- 2011年、芸名を「結城友和」に改名。
- 2013年よりモデル活動も開始。
- 2016年3月、芸能事務所「ヴィランズ」に移籍。
- 2017年、師匠でもある小沢仁志の名前から一文字を貰い、芸名を「天馬唯仁（てんま ゆいと）」に改名。
- 2018年1月、「前村友和」名義で芸能事務所「BIG MOUNTAIN」に移籍。 同年、芸名を「友和」に改名。

## 人物
- 普通自動車免許、4級特殊船舶の免許を持っている。
- 元ジャニーズ。ジャニーズ時代の愛称：Z、カズ。
- 読売ジャイアンツファン
- 特技は舞踊
- MOVIE GANG PRODUCTION（MGP）、ヴィランズ、BIG MOUNTAINに所属していた。
- 芸名の遍歴：前村友和 → 結貴友和 → 結城友和 → 天馬唯仁 → 前村友和 → 友和
- 小沢仁志のマネージャーをしながら俳優活動もしている。

## 主な出演
- ミュージックステーション

### Vシネマ
- 総長賭博（2004年）
- 実録・東組抗争史〜閻魔の微笑〜（2004年）
- マル暴 組織犯罪対策本部捜査四課1（2005年） - 制服警官
- 実録・新撰組「完結編」（2006年）
- 愛しのOYAJI（2006年）
- 新宿狼(ウルフ)（2012年）
- 極道の紋章 第十六章 第十七章 第十八章（2012年） - 関東睦会弘和会組員
- 褒賞金（2012年）
- 脱獄（2012年）
- 首領の道6 7 8 9（2013年） - 三代目連城組組員 ツルマキ
- 日本統一2（2013年） - 侠和会上田組組員
- 裏社会の男たち（2016年）
- 制覇9・10（2017年） - 東京五等連合 愛狭会組員 鈴木賢
- 日本統一22（2017年） - 屋台たこ焼き屋（極山会進友会組員）
- 首都抗争（2017年） - 天満会大谷組組員 コジマ（鉄砲玉）
- CONFLICT 〜最大の抗争〜第三章・第四章（2018年） - 六代目天道会沖田組組員 滝山修二
- 組長への道 （2018年・2019年） - 神竜会黒崎組組員 陣内
  - 組長への道 狼の逆襲（2018年）
  - 組長への道 餓鬼極道（2019年）
- 制覇20（2019年） - 六代目難波組系組員 成井
- CONFLICT 〜最大の抗争〜 外伝 織田征仁（2019年） - 六代目天道会沖田組組員 滝山修二
- キングダム 〜首領になった男〜（2019年） - 虎牙一家幹部 武満健輔
- GOKU・OH 極王1（2019年） - 義仁会若宮組組員 ゲン
- 日本極道戦争（2019年） - 三代目神征会相馬組若頭補佐 井川佐武朗
- KYOTO BLACK（2019年） - 川北友和
  - KYOTO BLACK 白い悪魔（2019年10月）
  - KYOTO BLACK 紅い女（2019年11月）
- 日本統一32、33、34、35、36（2019年） - サトル（侠和会三代目川谷会長宅の部屋住み）
- 日本統一外伝 川谷雄一（2019年） - サトル（侠和会三代目川谷会長宅の部屋住み）
- ヒットマン（2020年）
- 権力の階段 総理への道（2020年） - 議員
- 日本統一外伝 〜山崎一門〜（2020年） - サトル（侠和会三代目川谷会長宅の部屋住み）
- 日本統一外伝 田村悠人（2021年） - サトル（侠和会三代目川谷会長宅の部屋住み）
- 織田同志会 織田征仁 Another（2022年） - 半グレ「ゴールデンウルフ」ゴンドウ

### 映画
- 覇王Ⅲ〜凶血の連鎖〜（2017年）
- 覇王Ⅳ〜凶血の連鎖〜（2017年）
- 覇王Ⅴ〜群狼の血脈〜（2017年）
- 極道天下布武（2017年）
- 二代目はニューハーフ（2017年） - 巽一家組員 トモキ
- 聖域 組長の最も長い一日（2018年） - 誘拐犯
- デリバリー（2018年）
- BACK STREET GIRLS -ゴクドルズ-（2019年） - 小黒田組組員
- DELIVERY（2019年）
- BACKSTREETGIRLS-ゴクドルズ-  全力!脱力タイムズ（2019年）
- TOKYOドラゴン飯店（2020年）
- ねばぎば 新世界（2021年）
- 劇場版 山崎一門〜日本統一〜（2022年） - サトル
- BAD CITY（2023年）
- SAVAGE 獲るのは誰だ？（2024年）

### テレビドラマ
- 今からあなたを脅迫します（2017年、日本テレビ）
- バイプレーヤーズ（2021年、テレビ東京）

### 配信ドラマ
- 列島制覇-非道のうさぎ-（2021年、U-NEXT）

### 舞台
- 独弾流GARAGARADON「背中をみせて」（2018年3月、中野 ザ・ポケット）作：水上竜士 演出：勝矢[2]

### モデル
- 関西コレクション（2013年）
- 東京ボーイズコレクション（2014年）

### インターネット放送
- ぶっちあげ（ユーストリーム）